# David Ellison
David Ellison (* 9. Januar 1983 in Santa Clara County) ist ein US-amerikanischer Filmproduzent.

## Leben
Sein Vater ist der US-amerikanische Unternehmer Larry Ellison und seine Mutter ist Barbara Boothe. Seine Schwester ist die US-amerikanische Filmproduzentin Megan Ellison. Ellison wohnt in Malibu, Kalifornien.
Ellison besuchte bis 2005 die University of Southern California. Als Schauspieler war er im Film Flyboys – Helden der Lüfte sowie in den Filmen Little Fish, Strange Pond und Hole in One zu sehen. Seit 2010 ist er als Filmproduzent tätig.
2006 gründete er das Filmproduktionsunternehmen Skydance Media. Seit 2011 ist er mit Sandra Lynn Modic verheiratet.

## Filmografie (Auswahl)
Als Filmproduzent
- 2010: True Grit
- 2011: Mission: Impossible – Phantom Protokoll (Mission: Impossible – Ghost Protocol)
- 2012: Unterwegs mit Mum (The Guilt Trip)
- 2012: Jack Reacher
- 2013: G.I. Joe – Die Abrechnung (G.I. Joe: Retaliation)
- 2013: Star Trek Into Darkness
- 2013: World War Z
- 2014: Jack Ryan: Shadow Recruit
- 2015: Terminator: Genisys (Terminator Genisys)
- 2015: Mission: Impossible – Rogue Nation
- 2016: Star Trek Beyond
- 2016: Jack Reacher: Kein Weg zurück (Jack Reacher: Never Go Back)
- 2017: Life
- 2017: Killer’s Bodyguard (The Hitman’s Bodyguard)
- 2017: Geostorm
- 2018: Mission: Impossible – Fallout
- 2019: Terminator: Dark Fate
- 2019: Gemini Man
- 2020:  The Old Guard
- 2021: Tom Clancy’s Gnadenlos (Tom Clancy's Without Remorse)
- 2021: The Tomorrow War
- 2022: Luck
- 2022: The Greatest Beer Run Ever
- 2023: Air: Der große Wurf (Air)
- 2023: Ghosted
- 2023: Mission: Impossible – Dead Reckoning Teil Eins (Mission: Impossible – Dead Reckoning Part One)
- 2023: Heart of Stone
- 2023: The Family Plan
- 2025: The Gorge
- 2025: Fountain of Youth
- 2025: The Old Guard 2

Als Kofinanzier
- 2022: Top Gun: Maverick